# Église Notre-Dame-de-l'Immaculée-Conception de La Haye
L'église Notre-Dame de l'Immaculée Conception, aussi appelée église Eland ( en néerlandais: Elandkerk ) est une église néogothique de la fin du XIXe siècle située dans la ville de La Haye ( Den Haag ) aux Pays-Bas.

## Histoire
Nicolaas Molenaar sr., élève du célèbre Pierre Cuypers, conçoit entre 1891-1892 une église de style néo-gothique inspirée par la cathédrale Notre-Dame de Paris. Les deux tours  mesurent 72 mètres de haut, l'église 60 mètres de long, pour une largeur de 46 mètres. 
L'église possède 66 vitraux datant de la fin du XIXe siècle. À l'extérieur, sur le portail ouest, on observe une statue de Marie Immaculée offerte en 1893.
La nouvelle église fut consacrée le 1er décembre 1892 par l'évêque de Haarlem.
En 1906, Franssen réalise un orgue néo-gothique placé contre le mur ouest.